# Hitlers tyske flygtninge i Danmark
|  | Denne artikel er oprettet af botten Steenthbot ud fra en ekstern database. Den kan derfor have sproglige fejl eller mangler. Denne skabelon kan fjernes efter kontrol af indholdet. |

Hitlers tyske flygtninge i Danmark er en dansk dokumentarfilm fra 2023 instrueret af Jacob Andersen.

## Handling
De var blandt de 250.000 tyske flygtninge, der på Hitlers befaling i krigens sidste måneder blev sendt til Danmark. Nu ser fire tidligere flygtningebørn tilbage på den livsfarlige flugt og deres ophold i Danmark. Alle har en særlig forbindelse til Oksbøllejren, der i løbet af 1945 blev Danmarks femtestørste by. Filmen berører også den tragedie, der rammer Skjern den 4. maj 1945 kun få timer før befrielsen, og indeholder klip, der aldrig tidligere er vist på TV.

## Medvirkende
- John V. Jensen
- Jörg Baden
- Edith Cyrus
- Irmgard Ritgens
- Elsbeth Schönrock
- Bent Nielsen